# Abbenes
Abbenes est un village de la commune néerlandaise de Haarlemmermeer, dans la province de la Hollande-Septentrionale. Le 1er janvier, le village comptait 1 136 habitants.